# Parti de la nation occitane
Pour les articles homonymes, voir PNO.
Le Parti de la nation occitane (PNO) (en occitan : Partit de la Nacion Occitana) est un parti politique, créé en 1959 à Nice, qui milite en faveur de l'indépendance de l'Occitanie.

## Historique

### Fondation
En 1959, il est fondé sous le nom de Parti nationaliste occitan (en occitan : Partit nacionalista occitan) par François Fontan.

### Expansion
Le PNO possédait une section dans les vallées occitanes du Piémont, le Mouvement autonomiste occitan (en occitan : Mouviment autounoumisto oucitan - MAO),. François Fontan s'y est exilé en 1963 en raison de ses prises de position durant la guerre d'Algérie où il a publiquement soutenu le FLN et la répression policière française qui s'est ensuivie,.
En 1974, Guy Héraud se présente à l'élection présidentielle.
Le mouvement linguistique et culturel que fonde François Fontan à Frassino en val Varacho (valle Varaita) permet un renouveau de l'identité occitane,. C'est chose faite en 1978 quand la liste pour l'autonomie occitane dont il a été l'initiateur remporte les élections municipales à Fraisse. Aujourd'hui, l'occitan des vallées occitanes du Piémont est officiellement reconnu par l'article 6 de la constitution italienne, par l'adoption en 1999 de la loi italienne no 482 sur les normes en matière de tutelle des minorités linguistiques et par la présence symbolique du chant dont certains voudraient faire l'hymne des Pays d'Oc, le Se canta, lors de la cérémonie d'ouverture des Jeux olympiques d'hiver de 2006 à Turin.

### Division
En 1979, à la mort de François Fontan, Jaume (Jacques) Ressaire devient président du Parti Nationaliste Occitan. Il se présente en tant que tel en 1986 tête de liste aux élections législatives au scrutin proportionnel de 1986 dans le département du Gard. Il se représentera à nouveau à ce scrutin en 2007.
Jaume Ressaire, démissionnaire en 2009 pour raisons de santé, est resté président honoraire du parti jusqu'à sa mort en juin 2010. Philippe Bonnet a alors remplacé Jaume Ressaire à la tête du PNO, puis a démissionné à son tour de son poste de président au début de l'année 2011. Un système de coprésidence a alors été mis en place avec Pierre Barral, Gèli Grande ainsi que Jean-Pierre Hilaire, qui est également rédacteur en chef de sa revue Lo Lugarn / Lou Lugar.
Allié avec d'autres formations occitanistes et catalanistes, le Parti de la nation occitane a participé aux élections régionales en Languedoc-Roussillon en 2004 (liste Christian Lacour) et obtenu 1,27 % des voix. Le Parti n'a pas eu de candidat en 2010.
Il présente un candidat aux élections cantonales de 2011 dans le canton de Prayssas.
Le Parti de la nation occitane a participé au mouvement Bastir! (en), obtenant un élu à Lucéram dans les Alpes-Maritimes, ainsi qu'un élu de la majorité à Marignac, dans la Haute-Garonne.
Il a présenté des candidats aux élections départementales de 2015 dans 6 cantons du Gers sur 17, dans le cadre de l'alliance Libres et Indépendants pour le Gers,.
Il présente une liste d'ouverture appelée « Occitanie, pour une Europe des peuples » aux élections européennes du 25 mai 2014, ainsi que des candidats sous les couleurs de la liste « Le Bien Commun », du député écologiste Christophe Cavard aux élections régionales du 5 décembre 2015.
La stratégie du parti annoncée est de se systématiquement aux élections partout où il le peut. Lors des élections législatives de juin 2007 et celles de juin 2017, le PNO a aussi présenté une candidature dans la Huitième circonscription "Comminges-Savès" de la Haute-Garonne. Le PNO porte depuis ses débuts une politique axée vers l'international, en soutenant notamment les indépendantismes Corse, de l'Azawad et Basque.

### Élections législatives de 2022 et de 2024 en France
Contrairement à 1986, 2007 et 2017, officiellement le PNO ne présente pas cette fois-ci de candidat aux élections législatives de 2022 en France. En revanche, il apporte son soutien aux candidats régionalistes de la Fédération des Pays Unis (FPU), en particulier pour l'Occitanie à ceux du mouvement Bastir Occitanie. Il soutient également trois candidatures du mouvement "Résistons !" de Jean Lassalle, deux d'entre elles (sur la cinquième et la sixième circonscription de la Haute-Garonne) étant clairement apparentées PNO.
En 2024, le PNO présente trois candidatures, dont deux en alliance avec Bastir Occitanie (première circonscription du Lot-et-Garonne et huitième circonscription "Comminges-Savès" de la Haute-Garonne), et celle soutenue par Jean Lassalle à nouveau sur la cinquième circonscription de la Haute-Garonne.

## Idéologie

### Devise
La devise inscrite sur le PNO est « Pour une Occitanie fédérale et démocratique ».

### Ligne politique
Ce parti regroupe des indépendantistes occitans. Le PNO se présente comme un parti modéré, démocratique et pour l'intégration des immigrés dans la société. Il se distingue des autres mouvements politiques occitans qui soutiennent ouvertement le Parti Communiste Français ou la Fédération Anarchiste.

### Organisation
Le PNO organise deux réunions annuelles appelées Comités nationaux, et des conférences téléphoniques.

### Publications
Le PNO publie la revue trimestrielle Lo Lugarn / Lou Lugar. Ses positions sur l'Europe et le monde sont visibles à travers des communiqués de presse. Bien que critiqué par certains au sein du mouvement occitaniste, le PNO a une influence notable. Cependant, la majorité des partis et mouvements occitans, souvent marqués à gauche, définissent le PNO comme un parti d'extrême droite.

### Ethnisme
La principale théorie défendue est l'ethnisme. Selon cette vision ethnique toutes les nations du monde sont constituées sur des bases linguistiques. C’est la langue qui détermine l’existence et les limites de la nation. Cette théorie se trouve dans sa forme originelle concentrée dans les écrits de François Fontan comme le plus connu Ethnisme. Pour un nationalisme humaniste en 1961. Elle s'est modernisée à travers les écrits de la revue de Lo Lugarn / Lou Lugar. À noter que l'ouvrage de François Fontan paru en 1961 Ethnisme, vers un nationalisme humaniste a été traduit en italien et en anglais et même en occitan par les éditions des Régionalismes.

### Langue
Le PNO a un temps[Quand ?] milité en faveur d'une orthographe occitane unifiée indépendante des deux grandes normes occitanes. Actuellement, il publie dans sa revue des textes en français et en occitan dans les deux graphies, classique et mistralienne. Le parti reste attaché à l'idée d'une langue de communication nationale fondée sur les différents dialectes occitans et non pas une langue unique imposée sur le territoire occitan.

### Objectif politique: l'indépendance de l'Occitanie
Son objectif primordial est la réalisation de l'indépendance politique, économique et culturelle de l'Occitanie, dans ses limites ethniques, (fondées sur l'usage de l'occitan) de Bayonne à Menton, de Chiomonte (Chaumont en langue d'Oc du Piémont) à Libourne et de Montluçon et Romans à Vielha et Leucate.
Le PNO se déclare favorable à une organisation fédérale des Pays d'Oc en République fédérale et démocratique occitane qui permette aux collectivités régionales de s’exprimer dans un cadre légal. À l’extérieur, il demande que la nation occitane soit membre à part entière de la fédération européenne.
Le PNO soutient officiellement le Gouvernement Provisoire Occitan depuis 2009,. Cristòu Daurore a été élu avec son soutien. Ce gouvernement autoproclamé est un collectif qui a pour but de faire prendre conscience de la situation difficile des Occitans. Des membres du parti sont présents tous les ans à l'Estivada de Rodez où ils tiennent un stand de sa revue Lo Lugarn. Le parti participe régulièrement aux manifestations pour la langue occitane, dont celle du 24 octobre 2015 à Montpellier.

## Mouvement paysan
Le PNO soutient les actions militantes des agriculteurs en Occitanie,. Le 21 janvier 2024, le PNO a publié un communiqué de presse appelant en particulier à participer à la manifestation des agriculteurs du 22 janvier à Agen en Lot-et-Garonne,.

### Périodiques
- Articles du journal Lo Lugarn

1. ↑  Jean-Pierre Hilaire, « Batir un Etat occitan no 110 », Lo Lugarn, no 110,‎ janvier 2014, p. 63 (ISSN 2110-6177)
2. ↑  Jean-Pierre Hilaire, « Relations occitano-amazighes », Lo Lugarn, no 105,‎ juin 2010, p. 60 (ISSN 0399-192X)
3. ↑  (oc) Cristòu Daurore, « Entrevista del novèl president del Govèrn Provisòri Occitan, Cristòu Daurore », Lo Lugarn, no 99,‎ novembre 2009, p. 23 (ISSN 2110-6177)